# Тит Квинкций
Вижте пояснителната страница за други личности с името Тит Квинкций.
Тит Квинкций (на латински: Titus Quinctius) e политик на Римската република през 4 век пр.н.е. Произлиза от фамилията Квинкции.
Само според Диодор през 349 пр.н.е. Тит Квинкций е избран за консул заедно с Марк Емилий.